# Jan Charouz
Jan Charouz (ur. 17 lipca 1987 w Pradze) – czeski kierowca wyścigowy. Kierowca testowy i rezerwowy zespołu Lotus Renault GP. Zwyciężył w klasyfikacji F3000 International Masters w 2006 roku i Le Mans Series w 2009 roku.

## Przebieg kariery

### Początki kariery

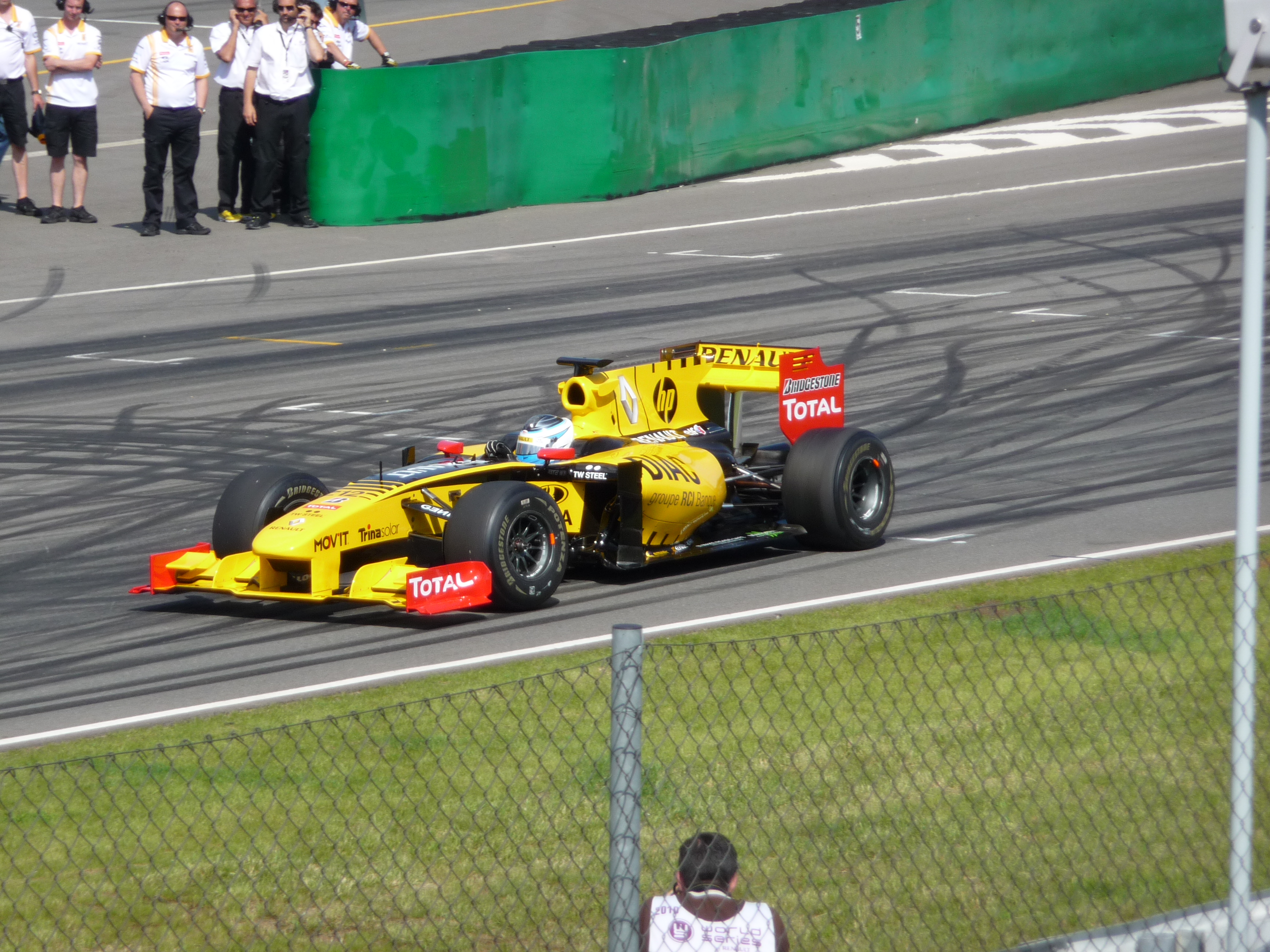
Jan Charouz w bolidzie Renault R30

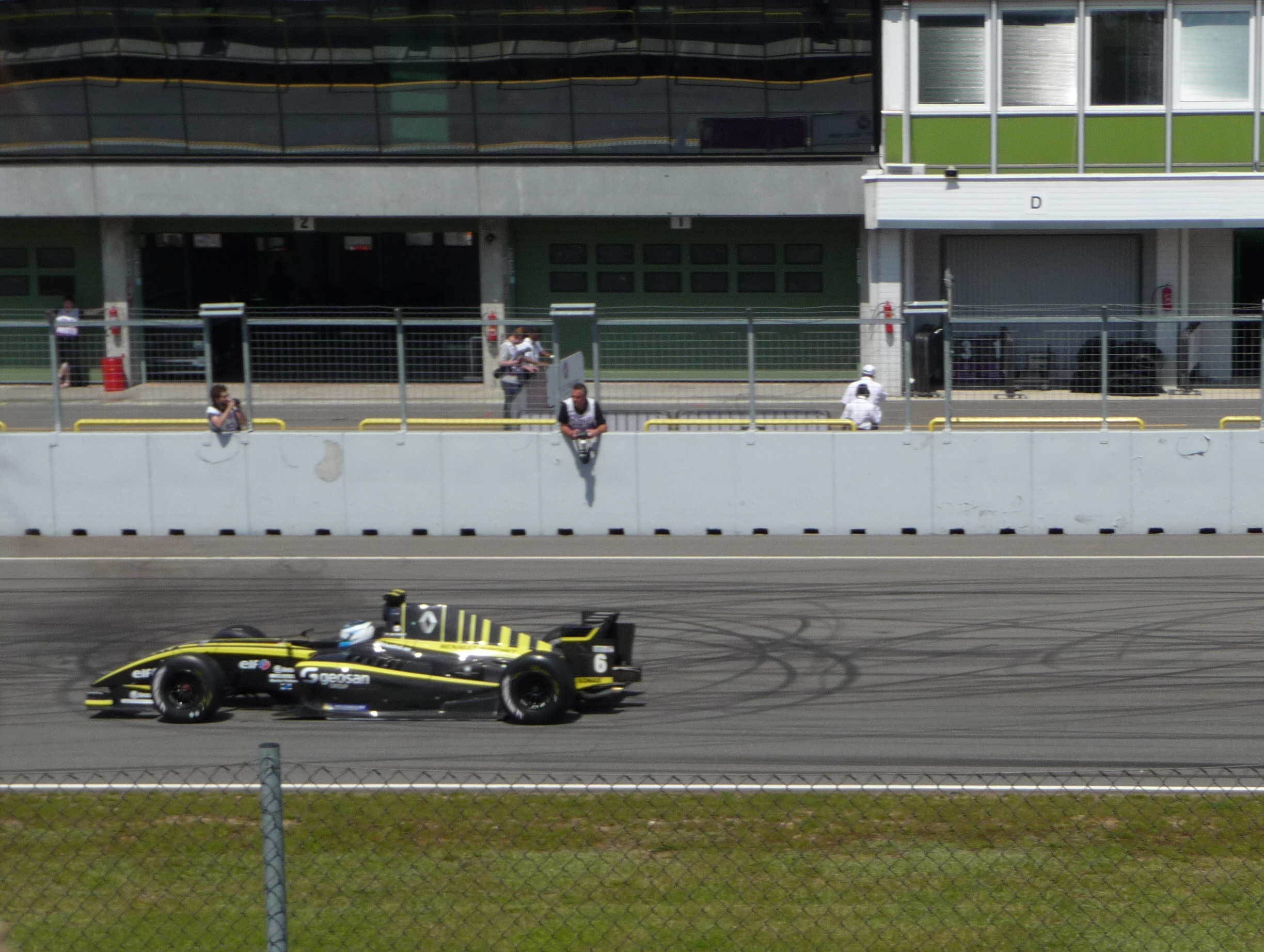
Jan Charouz w Formule Renault 3.5

Jan karierę kierowcy wyścigowego zaczął w wieku 7 lat na torze gokartowym (Comer 80) w którym udział brał pięć lat. W sezonie 2000 przeniósł się do klasy ICA-J i zdobył trzecie miejsce w mistrzostwach Czech, już w drugim jego sezonie startów. W sezonie 2002 Jan wziął udział w czeskim Touring Car Championships (Ford Fiesta). Wraz ze swoim kolegą z zespołu Erikiem Janisem ukończyli na pierwszym miejscu wyścig w swojej klasie i został najmłodszym zwycięzcą mistrzostw.
Rok później Jan przeniósł się do niemieckiej Formuły BMW. W sezonie 2004 zaprezentował zespół Keke Rosberga. Po dwóch latach w Formule BMW, Jan dostał okazję startu w wyścigu we włoskiej serii F3000 Championship. Był najmłodszym kierowcą w serii, jednak udało mu się zakończyć wyścig na punktowanym miejscu. Osiągnął 11. miejsce w klasyfikacji generalnej, mimo że nie było go w dwóch ostatnich wyścigach, z powodu udziału w A1GP World Cup of Motorsport. Wraz z zespołem "Czech National Team" wziął udział w pierwszym swoim wyścigu A1GP na torze Brands Hatch w Wielkiej Brytanii.
Jan Charouz w 2006 roku zdobył F3000 International Series Masters. Zdobył również nagrodę najlepszego debiutanta i pomógł swojemu zespołowi wygrać klasyfikację zespołową. W 2006 roku został członkiem czeskiego zespołu A1GP i drugim przedstawicielem Czech w A1GP World Cup of Motorsport. Jan również brał udział w innych seriach wyścigowych, w tym 24-godzinnym wyścigu w Spa oraz Megane Trophy.

### Formuła 1
W 2010 roku pełnił rolę kierowcy testowego zespołu Renault. W kolejnym zaś sezonie dzielił posadę kierowcy testowego w zespołach Lotus Renault GP i Hispania Racing Team. W bolidzie HRT wystartował nawet w pierwszym treningu przed Grand Prix Brazylii 2011.

## Statystyki
| Sezon   | Seria                                                    | Zespół                         | Wyścigi          | PP               | Zwycięstwa       | Punkty           | Pozycja          |
| ------- | -------------------------------------------------------- | ------------------------------ | ---------------- | ---------------- | ---------------- | ---------------- | ---------------- |
| 2003    | Formuła BMW ADAC                                         | SONAX-I.S.R.-Charouz,          | 16               | 0                | 0                | 0                | NS               |
| 2003    | Formuła BMW ADAC                                         | Eifelland Racing               | 16               | 0                | 0                | 0                | NS               |
| 2004    | Formuła BMW ADAC                                         | Team Rosberg                   | 20               | 0                | 0                | 3                | 21               |
| 2005    | Włoska Formuła 3000                                      | Ma-Con Engineering             | 6                | 0                | 0                | 10               | 11               |
| 2005–06 | A1 Grand Prix                                            | A1 Team Czech Republic         | 2                | 0                | 0                | 56               | 12               |
| 2006    | FIA GT Championship                                      | Zakspeed Racing                | 1                | 0                | 0                | 6,5              | 28               |
| 2006    | Eurocup Megane                                           | Racing for Belgium             | 2                | 0                | 0                | 3                | 28               |
| 2006    | F3000 International Masters                              | Charouz Racing                 | 15               | 0                | 2                | 75               | 1                |
| 2006–07 | A1 Grand Prix                                            | A1 Team Czech Republic         | 2                | 0                | 0                | 27               | 12               |
| 2007    | American Le Mans Series                                  | Charouz Racing System          | 1                | 0                | 0                | 19               | 16               |
| 2007    | Le Mans Series                                           | Charouz Racing System          | 6                | 0                | 0                | 15               | 10               |
| 2007    | 24h Le Mans                                              | Charouz Racing System          | 1                | 0                | 0                | N/A              | 8                |
| 2008    | Le Mans Series                                           | Charouz Racing System          | 5                | 0                | 0                | 19               | 5                |
| 2008    | 24h Le Mans                                              | Charouz Racing System          | 1                | 0                | 0                | N/A              | 9                |
| 2009    | Le Mans Series                                           | Aston Martin Racing            | 5                | 0                | 2                | 39               | 1                |
| 2009    | 24h Le Mans                                              | AMR Eastern Europe             | 1                | 0                | 0                | N/A              | 4                |
| 2010    | Formuła 1                                                | Renault F1                     | Kieorwca testowy | Kieorwca testowy | Kieorwca testowy | Kieorwca testowy | Kieorwca testowy |
| 2010    | Formuła Renault 3.5                                      | P1 Motorsport                  | 15               | 0                | 0                | 16               | 18               |
| 2010    | Auto GP                                                  | Charouz-Gravity Racing         | 12               | 0                | 0                | 36               | 4                |
| 2010    | 24h Le Mans                                              | OAK Racing                     | 1                | 0                | 0                | N/A              | 7                |
| 2011    | Formuła 1                                                | Lotus Renault GP               | Kierowca testowy | Kierowca testowy | Kierowca testowy | Kierowca testowy | Kierowca testowy |
| 2011    | Formuła 1                                                | Hispania Racing F1 Team        | Kierowca testowy | Kierowca testowy | Kierowca testowy | Kierowca testowy | Kierowca testowy |
| 2011    | 24h Le Mans                                              | OAK Racing                     | 1                | 0                | 0                | N/A              | 14               |
| 2011    | Formula Renault 3.5                                      | Genii Capital – Charouz Racing | 17               | 0                | 0                | 10               | 25               |
| 2012    | 24h Le Mans                                              | ADR-Delta                      | 1                | 0                | 0                | N/A              | 13               |
| 2012    | FIA World Endurance Championship – LMP2                  | ADR-Delta                      | 2                | 0                | 1 (w LMP2)       | 6                | 23               |
| 2013    | FIA World Endurance Championship Trophy for LMP2 Drivers | Lotus                          | 8                | 0                | 0                | 33               | 11               |
| 2013    | FIA World Endurance Championship                         | Lotus                          |                  |                  |                  | 8                | 25               |
| 2013    | Grand American Rolex Series – DP                         | Starworks Motorsport           | 1                | 0                | 0                | 17               | 45               |
| 2013    | 24h Le Mans – LMP2                                       | Lotus                          | 1                | 0                | 0                | N/A              | NS               |
| 2013    | Supercar Challenge Superlights – PR1                     | Praga Racing Slovakia          | 2                | 0                | 1                | 39               | 5                |
| 2014    | European Le Mans Series – LMP2                           | Sebastien Loeb Racing          | 2                | 0                | 0                | 24               | 11               |
| 2014    | 24h Le Mans – LMP2                                       | Sebastien Loeb Racing          | 1                | 0                | 0                | N/A              | 4                |

## Wyniki w Formule Renault 3.5
| Legenda oznaczeń w tabelach wyników Wyświetl szablon na nowej stronie | Legenda oznaczeń w tabelach wyników Wyświetl szablon na nowej stronie                                                                     |
| Oznaczenie                                                            | Wyjaśnienie |
| --------------------------------------------------------------------- | --- |
| Złoty                                                                 | Zwycięzca lub mistrzostwo |
| Srebrny                                                               | 2. miejsce lub wicemistrzostwo |
| Brązowy                                                               | 3. miejsce lub II wicemistrzostwo |
| Zielony                                                               | Ukończył, punktował (w klasyfikacji generalnej, gdy zdobył co najmniej jeden punkt na przestrzeni sezonu, poza trzema powyższymi opcjami) |
| Niebieski                                                             | Ukończył, nie punktował (w klasyfikacji generalnej, gdy nie zdobył co najmniej jednego punktu na przestrzeni sezonu)                      |
| Czerwony                                                              | Nie zakwalifikował się (NZ) |
| Czerwony                                                              | Nie prekwalifikował się (NPK) |
| Różowy                                                                | Nie ukończył (NU) |
| Różowy                                                                | Niesklasyfikowany (NS) (w klasyfikacji generalnej, gdy nie został sklasyfikowany w żadnym wyścigu sezonu)                                 |
| Czarny                                                                | Zdyskwalifikowany (DK) |
| Czarny                                                                | Wykluczony (WYK/EX) |
| Biały                                                                 | Nie wystartował (NW) |
| Biały                                                                 | Kontuzjowany (K/INJ) |
| Biały                                                                 | Wyścig odwołany (OD/C) |
| Bez koloru                                                            | Został wycofany (WYC/WD) |
| Bez koloru                                                            | Nie przybył (NP/DNA) |
| Bez koloru                                                            | Nie brał udziału w treningach (NT/DNP) |
| Bez koloru                                                            | Nie został zgłoszony (–) |
| Pogrubienie                                                           | Start z pole position |
| Kursywa                                                               | Najszybsze okrążenie wyścigu |
| †                                                                     | Nie ukończył, ale jego rezultat został zaliczony ze względu na przejechanie więcej niż 90% dystansu wyścigu.                              |
| *                                                                     | Sezon w trakcie |
| 1/2/3                                                                 | Punktowana pozycja w sprincie kwalifikacyjnym                                                                                             |
| Lista systemów punktacji Formuły 1                                    | |

| Rok  | Zespół                 | Wyniki w poszczególnych eliminacjach | Wyniki w poszczególnych eliminacjach | Wyniki w poszczególnych eliminacjach | Wyniki w poszczególnych eliminacjach | Wyniki w poszczególnych eliminacjach | Wyniki w poszczególnych eliminacjach | Wyniki w poszczególnych eliminacjach | Wyniki w poszczególnych eliminacjach | Wyniki w poszczególnych eliminacjach | Wyniki w poszczególnych eliminacjach | Wyniki w poszczególnych eliminacjach | Wyniki w poszczególnych eliminacjach | Wyniki w poszczególnych eliminacjach | Wyniki w poszczególnych eliminacjach | Wyniki w poszczególnych eliminacjach | Wyniki w poszczególnych eliminacjach | Wyniki w poszczególnych eliminacjach | Punkty | Pozycja |
| ---- | ---------------------- | ------------------------------------ | ------------------------------------ | ------------------------------------ | ------------------------------------ | ------------------------------------ | ------------------------------------ | ------------------------------------ | ------------------------------------ | ------------------------------------ | ------------------------------------ | ------------------------------------ | ------------------------------------ | ------------------------------------ | ------------------------------------ | ------------------------------------ | ------------------------------------ | ------------------------------------ | ------ | ------- |
| 2010 | P1 Motorsport          | ARA                                  | ARA                                  | BEL                                  | BEL                                  | MON                                  | CZE                                  | CZE                                  | FRA                                  | FRA                                  | HUN                                  | HUN                                  | DEU                                  | DEU                                  | GBR                                  | GBR                                  | CAT                                  | CAT                                  | 16     | 18      |
| 2010 | P1 Motorsport          | NU                                   | DK                                   | 8                                    | 9                                    | 14                                   | 7                                    | 11                                   | 20                                   | 17                                   | 7                                    | 21                                   | NU                                   | 15                                   | –                                    | –                                    | NU                                   | 8                                    | 16     | 18      |
| 2011 | Gravity-Charouz Racing | ARA                                  | ARA                                  | BEL                                  | BEL                                  | ITA                                  | ITA                                  | MON                                  | DEU                                  | DEU                                  | HUN                                  | HUN                                  | GBR                                  | GBR                                  | FRA                                  | FRA                                  | CAT                                  | CAT                                  | 10     | 25      |
| 2011 | Gravity-Charouz Racing | 17                                   | 22                                   | 8                                    | 20                                   | 12                                   | 12                                   | NU                                   | 21                                   | 17                                   | NU                                   | 21                                   | 14                                   | 9                                    | NU                                   | NU                                   | 8                                    | NU                                   | 10     | 25      |